# Avdotia Tjernysjova

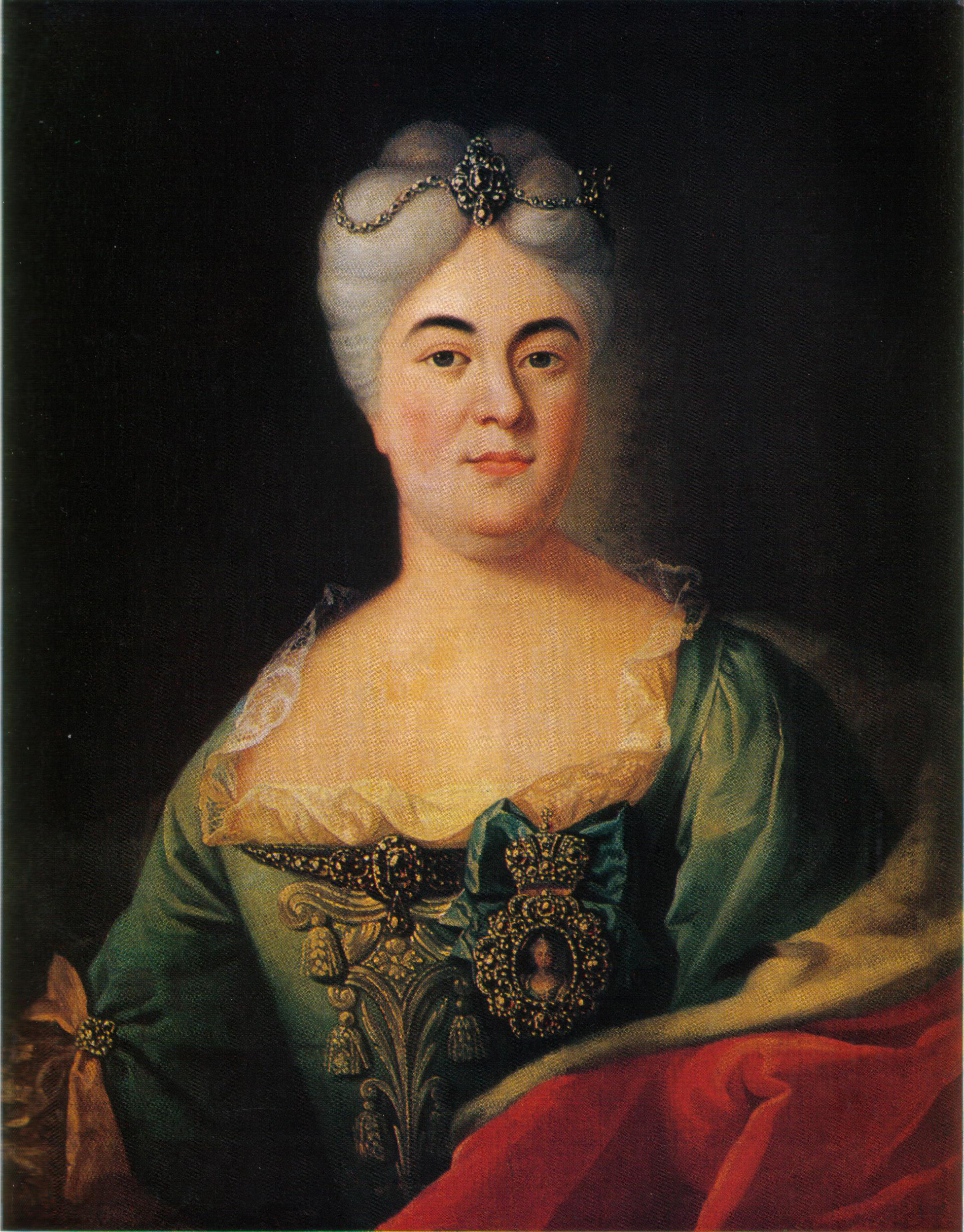
Avdotia Tjernysjova

Avdotia Ivanovna Tjernysjova, född 1693, död 1747, var en rysk hovdam. Hon var mätress åt Peter den store 1708-25. 
Hon var dotter till furst Ivan Ivanovitj Rzjevskij och Daria Gavrilovna och gift 1710 med furst Grigorij Petrovitj Tjernysjov (1672-1745), senator och generalguvernör i Moskva. Hon inledde 1708 vid femton års ålder ett förhållande med Peter den store, som arrangerade hennes äktenskap och gav henne en hemgift på 4000 livegna. Förhållandet fortsatte av och till fram tills Peters död 1725, och det gick rykten om att Peter avled av syfilis, vilken han ska ha fått av Avdotia. Det är dock inte troligt, med tanke på att Avdotia levde i över tjugo år till i av allt att döma god hälsa. År 1717 var hon inblandad i den skandal som ledde till Mary Hamiltons fall. Hon spred de rykten som ledde till att Hamiltons rum genomsöktes, vilket avslöjade de brott som skulle leda till dennas avrättning. Hon var 1730-1745 hovdam åt kejsarinnan Anna Ivanovna.